# Герой Труда Казахстана
Герой Труда Казахстана (каз. Қазақстанның Еңбек Ері) — высшая степень отличия Республики Казахстан, присваиваемая за выдающиеся достижения в экономическом и социально-гуманитарном развитии Республики Казахстан. Является высшей степенью отличия наряду с орденом «Алтын Қыран» и званием «Халық Қаһарманы». Учреждена 1 декабря 2008 года.
Лицам, удостоенным звания «Қазақстанның Еңбек Ері», вручается знак особого отличия — Золотая звезда и орден «Отан».

## Описание золотой звезды «Қазақстанның Еңбек Ері»
Знак особого отличия — Золотая звезда «Қазақстанның Еңбек Ері» представляет собой подвес, скреплённый соединительным звеном в орденской колодкой. Подвес выполнен из сплава золота в виде семилучевой объёмной звезды. Лицевая сторона её выпуклая, с гладкими двугранными лучами, оформлена рельефным рисунком, имитирующим алмазное гранение.
В центре звезды расположен круг, обрамлённый венком из колосьев пшеницы, низ которого замыкает рельефная лента. В центре круга расположена раскрытая книга, на правой странице которой помещено объёмное изображение металлургического ковша с расплавом металла, на левой странице — объёмное изображение компьютера.
Оборотная сторона звезды вогнутая, с углубленным рельефом по лучам, с плоской центральной частью, где расположена надпись «Қазақстанның Еңбек Ері». На конце верхнего луча звезды — цельно вырубленное ушко.
Колодка Золотой звезды «Қазақстанның Еңбек Ері» представляет собой пятиугольную металлическую пластину, обтянутую муаровой лентой цвета государственного флага Республики Казахстан. Высота колодки 41 мм, ширина 34 мм. Поверх муаровой ленты вдоль колодки расположена накладка в виде луча, в нижней части которого закреплён бесцветный фианит.

## Награждённые
1. Аякул Торекызы Миразова — директор гимназии № 159 им. Алтынсарина (г. Алма-Ата) (указ 5 декабря 2008 года)
2. Геннадий Иванович Зенченко (1937—2016) — генеральный директор сельхозпредприятия «Зенченко и К» Кызылжарского района Северо-Казахстанской области (указ 5 декабря 2008 года).
3. Абиш Кекилбаевич Кекилбаев (1939—2015) — казахстанский общественный и политический деятель, народный писатель Казахстана (указ 4 декабря 2009 года).
4. Сайран Балкенович Буканов — директор товарищества с ограниченной ответственностью «Каркен», Мендыкаринского района Костанайской области (указ 4 декабря 2009 года).
5. Багдат Мухаметович Шаяхметов (1946—2013) — президент акционерного общества «Усть-Каменогорский титано-магниевый комбинат» Восточно-Казахстанской области (указ 4 декабря 2009 года).
6. Аргын Жунусов (1928—2015) — ветеран труда, сталевар, ветеран Карагандинского металлургического комбината АО «АрселорМиттал Темиртау» Карагандинской области (указ 2 июля 2010 года)[1].
7. Еркегали Рахмадиевич Рахмадиев (1932—2013) — профессор Казахского национального университета искусств (указ 7 декабря 2010 года)[2].
8. Валентин Иванович Двуреченский (1936—2014) — директор ТОО «Заречное», Костанайский район Костанайской области (указ 11 ноября 2011 года)[3].
9. Адылхан Айтказинович Кенжебаев — генеральный директор ТОО «Агрофирма „Казэкспортастык“», Зерендинский район Акмолинской области (указ 11 ноября 2011 года)[3].
10. Руслан Жумабекович Молдабеков — генеральный директор ТОО «Тайынша-Астық», Тайыншинский район Северо-Казахстанской области (указ 11 ноября 2011 года)[3].
11. Узукбай Сулейменович Карабалин — генеральный директор АО «Казахский институт нефти и газа» (указ 05 декабря 2011 года)[4].
12. Сергей Александрович Терещенко (1951-2023) — председатель правления международного фонда «Интеграция» (указ 05 декабря 2011 года)[4].
13. Абзал Жумашович Ералиев — директор полного товарищества «Абзал и К», Кызылординская область (указ в декабре 2013 года).
14. Юрий Владимирович Пя — председатель правления АО «Национальный научный кардиохирургический центр» (указ в декабре 2013 года).
15. Иван Адамович Сауэр — генеральный директор ТОО «Агрофирма „Родина“», Акмолинская область (указ в декабре 2013 года).
16. Айман Кожабековна Мусаходжаева — ректор ГУ «Казахский национальный университет искусств» (указ 05 декабря 2014 года).
17. Рышат Бабаевич Амренов — механик разреза «Восточный» АО «Евроазиатская энергетическая корпорация» (холдинг ENRC), город Экибастуз Павлодарской области (Указ от 3 декабря 2015 года за № 124).
18. Мукаш Зулкарнаевич Искандиров — генеральный директор ТОО «Казфосфат», город Тараз (Указ от 3 декабря 2015 года за № 124).
19. Борис Павлович Князев — директор ТОО «Алтынсарино», Камыстинский район Костанайской области (Указ от 3 декабря 2015 года за № 124).
20. Олжас Омарович Сулейменов — поэт, общественный деятель (Указ Президента Республики Казахстан от 17 мая 2016 года № 263 Архивная копия от 18 июля 2019 на Wayback Machine).
21. Серик Куандыкович Акшулаков — председатель правления АО «Национальный центр нейрохирургии» (Указ Президента Республики Казахстан от 5 декабря 2016 года № 382 Архивная копия от 14 декабря 2016 на Wayback Machine).
22. Алмат Жанабильевич Турсунов — генеральный директор ТОО «ТПК „Карасу“», Карасуский район Костанайской области (Указ Президента Республики Казахстан от 5 декабря 2016 года № 382).
23. Асанали Ашимович Ашимов — художественный руководитель «РГКП Казахский государственный академический театр драмы имени М.Ауэзова» (Указ Президента Республики Казахстан от 18 мая 2017 года № 481).
24. Ахметжан Смагулович Есимов — председатель Правления АО «Национальная компания „Астана ЭКСПО-2017“» (указ от 5 декабря 2017 года)[5].
25. Руслан Туржанович Куатов — менеджер ТОО «Тенгизшевройл», Атырауская область (указ от 5 декабря 2017 года)[5].
26. Жаксылак Ушкемпиров (1951-2020) — руководитель КХ «Жақсылық», Жамбылский район Алматинской области (указ от 5 декабря 2017 года)[5].
27. Юрий Борисович Померанцев (1923—2022) — артист РГКП «Государственный академический русский театр драмы имени М.Лермонтова» (указ от 3 мая 2018 года № 678)[6].
28. Куралай Базарбаевна Байменова — председатель ОО «Центр поддержки парализованных граждан города Актобе» (указ от 5 декабря 2018 года № 798).
29. Сайрамбай Аликулович Доненбаев (1965-2020) — руководитель КХ «Шаушен», район Турара Рыскулова Жамбылской области (указ от 5 декабря 2018 года № 798)
30. Алина Робертовна Соловьёва — учитель КГУ «Школа-гимназия № 1 имени А. С. Пушкина», город Шымкент (указ от 5 декабря 2018 года № 798).
31. Нурсултан Абишевич Назарбаев — Первый Президент Казахстана (20 марта 2019).
32. Абдижамил Каримович Нурпеисов (1924-2022) — советский и казахский писатель, Народный писатель Казахской ССР, лауреат Государственной премии СССР (указ от 26 октября 2019 года № 194)[7].
33. Роза Куанышевна Рымбаева — артистка РГКП «Государственная концертная организация „Қазақконцерт“», город Алматы (указ от 29 ноября 2019 года № 207)[8].
34. Турсынбек Шамбулович Макишев — проходчик Горно-производственного комплекса филиала ТОО «Корпорация Казахмыс» — ПО «Жезказганцветмет», город Жезказган Карагандинской области (указ от 29 ноября 2019 года № 207)[8]
35. Олег Николаевич Исаев (1967—2020) — заведующий отделением ГККП «Кокшетауская городская многопрофильная больница» при управлении здравоохранения Акмолинской области (посмертно указ 13 июля 2020 года № 370)[9]
36. Калихан Есбосынович Козбагаров (1960—2020) — главный врач ГККП «Областная клиническая инфекционная больница», Актюбинская область. (посмертно указ 13 июля 2020 года № 370)[9].
37. Вадим Борисович Басин — исполнительный директор АО «АрселорМиттал Темиртау», город Темиртау Карагандинской области (Указ президента РК № 461 от 3 декабря 2020 года)[10].
38. Мурат Амангельдинович Каиргельдин — машинист разреза «Восточный» АО «Евроазиатская энергетическая корпорация», город Экибастуз Павлодарской области (Указ президента РК № 461 от 3 декабря 2020 года)[10].
39. Алибек Мусаевич Днишев — оперный певец (тенор). Народный артист СССР и Казахской ССР. (Указ президента РК № 634 от 30 июля 2021 года)[11].
40. Аким Уртаевич Ашимов — писатель, драматург, лауреат государственной премии Республики Казахстан (Указ президента РК № 711 от 13 декабря 2021 года)[12].
41. Мухтар Есенжанович Тулеутаев — главный врач ГКП «Онкологический центр», город Нур-Султан (Указ президента РК № 711 от 13 декабря 2021 года)[12].
42. Александр Леонидович Хмелёв — генеральный директор ТОО «Казцинк», Восточно-Казахстанская область (Указ президента РК № 711 от 13 декабря 2021 года)[12].
43. Ильяс Жаханович Жаханов — советский и казахстанский писатель, композитор, искусствовед, заслуженный работник культуры Казахстана. (Указ президента РК № 838 от 17 марта 2022 года).
44. Торегельды Шарманович Шарманов (1930-2024) — учёный, гигиенист-нутрициолог. доктор медицинских наук, профессор. академик НАН РК. Президент Казахстанской академии питания. (Указ президента РК № 838 от 17 марта 2022 года).
45. Шамши Калдаяков (1930-1992) — композитор (указ № 931 от 15 июня 2022 года, посмертно).
46. Мухтар Шаханов — писатель (указ № 933 от 16 июня 2022 года).
47. Дулат Исабеков — писатель, город Алматы (указ № 1046 от 14 октября 2022 года)[13].
48. Владимир Фёдорович Розметов — директор ТОО «АтырауАгроӨнімдері» (указ № 1046 от 14 октября 2022 года)[13].
49. Бактыкожа Салахатдинович Измухамбетов – государственный и общественный деятель (указ № 390 от 23 октября 2023)[14]
50. Алма Сайдахметовна Шукыжанова – учитель КГУ «Средняя общеобразовательная школа-лицей № 7», город Семей (указ № 390 от 23 октября 2023)[14]
51. Имамзада Куанышбаевич Шагиртаев – директор ТОО «Таң ЛТД», Кызылординская область (указ № 390 от 23 октября 2023)[14]
52. Аскар Серкулович Джумадильдаев — вице-президент НАО «Национальная Академия наук Республики Казахстан» при Президенте Республики Казахстан (указ № 685 от 22 октября 2024).
53. Гульжанар Молдакеримовна Нурпейсова — учитель КГУ «Специальная школа-интернат № 4», город Алматы (указ № 685 от 22 октября 2024).
54. Эльмара Аскаровна Траисова — учитель КГУ «Школа-гимназия № 34 имени Асана Тайманова», город Уральск (указ № 685 от 22 октября 2024).
55. Георгий Георгиевич Прокоп — директор ТОО «Шахтёрское», Карагандинская область (указ № 685 от 22 октября 2024).
56. Геннадий Геннадьевич Зенченко — директор сельхозпредприятия «Зенченко и К» Северо-Казахстанской области (указ от 22 октябяр 2024).
57. Кайрат Ауекенович Байбосынов — народный артист Казахской ССР, профессор РГУ «Казахский национальный университет искусств имени Куляш Байсеитовой» (указ от 20 мая 2025 года).
58. Калтай Самбетов — железнодорожник, ветеран национальной компании «Казахстан темир жолы» (указ от 31 июля 2025 года).